# Klaus Rogall
Klaus Rogall (* 10. August 1948 in Hagen, Westfalen) ist ein deutscher Jurist und Universitätsprofessor.

## Leben
Nach dem Abitur 1967 in Hagen und dem Wehrdienst bei der Bundeswehr von 1967 bis 1969 studierte er von 1969 bis 1974 Rechtswissenschaft. Nach der Ersten Juristischen Staatsprüfung 1974 war er von 1974 bis 1977 Wissenschaftlicher Mitarbeiter am Strafrechtlichen Institut der Universität Bonn am Lehrstuhl von Hans-Joachim Rudolphi. Von 1975 bis 1977 war er im Referendardienst im OLG-Bezirk Köln. 1976 wurde er promoviert. 1977 erfolgte die Zweite Juristische Staatsprüfung. Danach war er 1977/78 Wissenschaftlicher Assistent am strafrechtlichen Institut der Universität Bonn (Lehrstuhl Rudolphi).
Von 1978 bis 1987 war er Referent im Bundesministerium der Justiz, Bonn, (zuletzt als Regierungsdirektor). 1981 hatte er eine Tätigkeit als Austauschbeamter im Ministère de la Justice in Paris.
1986 erfolgte die Habilitation an der Rechts- und Staatswissenschaftlichen Fakultät der Universität Bonn. 1987 wurde er zum Universitätsprofessor (C 3) an der Universität Köln ernannt. Rogall war von 1987 bis 1989 Mitglied der Interministeriellen Arbeitsgruppe der Bundesregierung zur Reform des Umweltstrafrechts. 1990 wurde er zum Universitätsprofessor (C 4) an der Freien Universität Berlin ernannt.
Einen Ruf im Jahre 1995 auf eine Professur der Besoldungsordnung C 4 an der Johannes Gutenberg-Universität in Mainz lehnte er ab.
Er ist verheiratet und hat zwei Kinder. Rogall ist seit 1969 Mitglied der katholischen Studentenverbindung KDStV Bavaria Bonn.

## Werke (Auswahl)
- Informationseingriff und Gesetzesvorbehalt im Strafprozessrecht, Tübingen : Mohr, 1992
- Die Strafbarkeit von Amtsträgern im Umweltbereich, Berlin : Erich Schmidt, 1991
- Der Beschuldigte als Beweismittel gegen sich selbst, Berlin : Duncker und Humblot, 1977
- Festschrift für Hans-Joachim Rudolphi zum 70. Geburtstag, München : Luchterhand, 2004
- Taschenbuch des Strafverteidigers, mit Dahs, Hans. Verlag O. Schmidt, Köln-Marienburg, 1979